# Eisenbahnunfall von Lockett

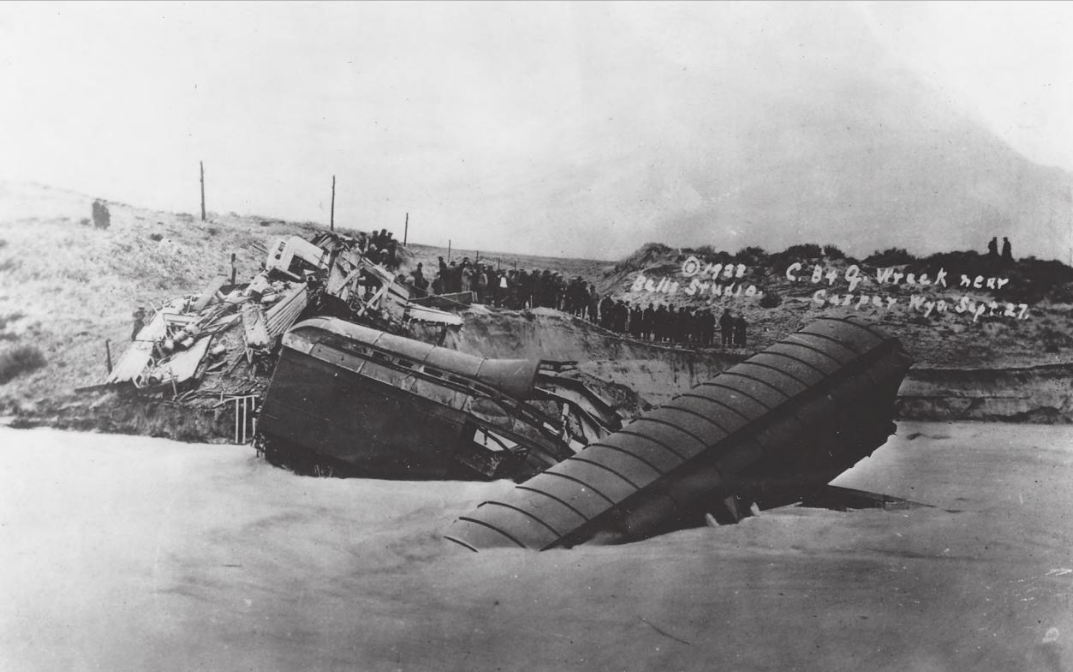
Wracks von Reisezugwagen im Sand des North Platte River

Bei dem Eisenbahnunfall von Lockett stürzte am 27. September 1923 eine Brücke bei Lockett, Wyoming, USA, ein und riss einen Zug mit, der sie gerade befuhr. 31 Menschen starben.

## Ausgangslage
Die Brücke überspannte den Cole Creek zwischen Casper und Glenrock, kurz bevor er in den North Platte River mündet. Sie diente einer Strecke der Chicago, Burlington and Quincy Railroad. In den Tagen vor dem Unfall war eine ungewöhnlich große Menge Regen gefallen. Deshalb wurde die Brücke noch eine Stunde, bevor der Unfall geschah, inspiziert und für in Ordnung befunden.

## Unfallhergang
Eine quer im Cole Creek liegende Sandbank hatte einen Rückstau des Wassers zur Folge. Als dieser zu groß wurde, brach die Barriere und der Sand und die Wassermassen trafen die Brücke genau in dem Moment, als der Zug sie überquerte. Die Lokomotive und die ersten fünf Wagen des Zuges wurden in den North Platte River gespült, wo sie fast völlig im Sand begraben wurden.

## Folgen
31 Menschen starben, 3 wurden darüber hinaus verletzt.